# Szaniawski-Palast

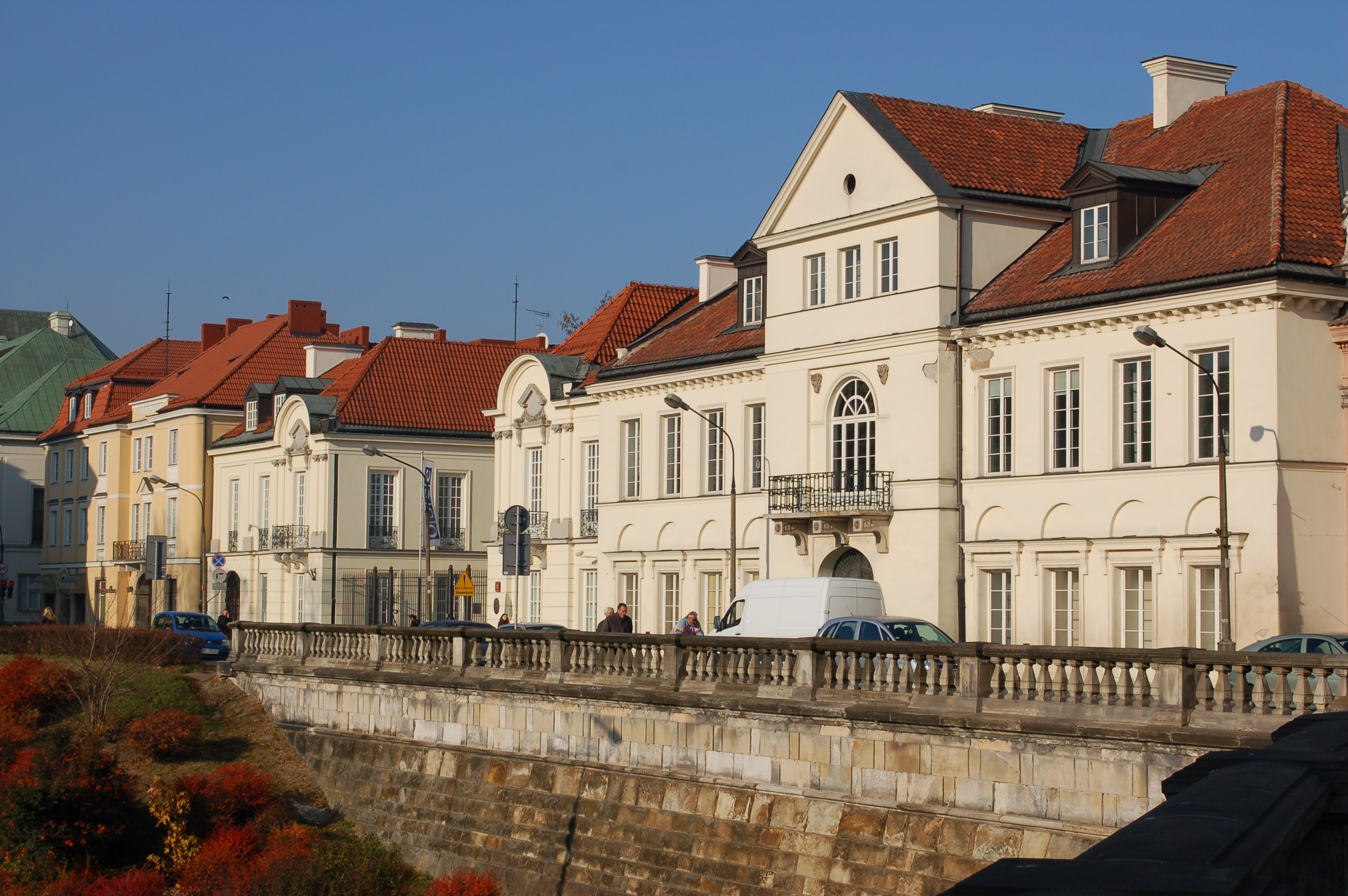
Blick auf die Straßenfassade des Palastes etwa vom Palast der Krakauer Bischöfe aus. Im unteren Teil des Bildes ist die Stützmauer von der hier aus dem Tunnel austretenden Trasa W-Z erkennbar

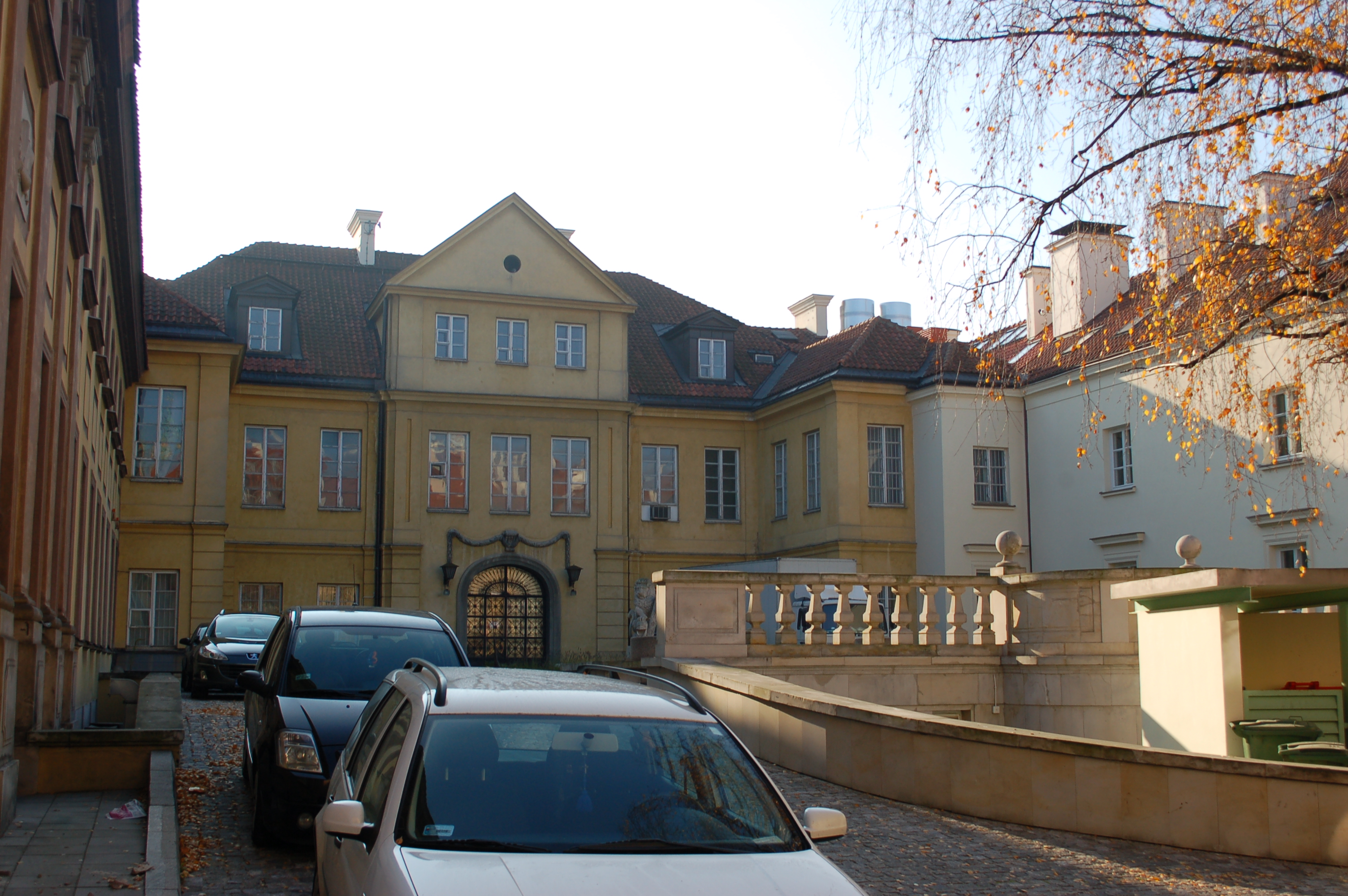
Die Hofseite des Palastes. Die beiden gelben Flügelanbauten sind kaum größer als Seitenrisalite. Die größeren Flügel links und rechts des Hofes gehören zu den benachbarten Palästen. Im Vordergrund ist die Konstruktion zur Tiefgarageneinfahrt des Młodziejowski-Palastes erkennbar

Der klassizistische Szaniawski-Palast in Warschau befindet sich an der Ulica Miodowa 8 im Innenstadtdistrikt der Stadt und damit in unmittelbarer Nähe der Altstadt. Er liegt zwischen zwei größeren Palästen; im Westen grenzt er an den Młodziejowski-Palast und im Osten an den Branicki-Palast. Die Südfassade des Corps de Logis liegt in der Bebauungsflucht direkt an der Miodowa.

## Geschichte
Der Palast wurde zu Beginn des 18. Jahrhunderts, jedenfalls vor dem Jahr 1733 für ein Mitglied der Familie Szaniawski im barocken Stil erbaut. Im Zuge der Erbfolge war Jożef Szaniawski seit 1743 Eigentümer des Objektes. Um 1770 gehörte es Konstanty Felicjan Szaniawski. Um 1782 erfolgte ein Umbau des Palastes, vermutlich nach einem Entwurf von Stanisław Zawadzki. Später gelangte es in die Hände der Familie Ostrowski.

### Klassizistischer Umbau
Tomasz Ostrowski ließ es unter Friedrich Albert Lessel im Jahr 1812 im klassizistischen Stil umbauen. Vermutlich zu diesem Zeitpunkt erhielt der Mittelrisalit, in dem sich die Toreinfahrt unter einem Balkon im ersten Stock befand, ein Dachstockwerk. Vermutlich ebenfalls beim Ausbau im Jahr 1812 werden an der nach Norden gerichteten Hofseite zwei kleine Flügelanbauten entstanden sein. Heute befindet sich in dem rückwärtigen Hof, der über keinen direkten Zugang zur Ulica Podwale verfügt, die Einfahrt zu der in den 2000er Jahren entstandenen Tiefgarage unter dem benachbarten Młodziejowski-Palast.
Im 19. Jahrhundert wechselte der Besitzer des Objektes mehrfach (Julian Kuzniecow, Familie Drac, Familie Weinstein); schließlich wurde es zu einem Mietshaus umfunktioniert, dabei verlor es endgültig seinen Charme und das palastartige Aussehen. Von 1832 bis 1897 befand sich im Gebäude die Buchhandlung und der Verlag von Gustaw Sennewald. Im Laufe des Zweiten Weltkriegs wurde das Objekt 1939 teilweise und beim Warschauer Aufstand 1944 endgültig zerstört. Im Jahr 1950 baute Borys Zinserling den Palast im klassizistischen Stil wieder auf; die heutige Gestalt des Palastes ist allerdings eine Mischform seines historischen Aussehens im 18. und 19. Jahrhundert.